# Thomas Todd
Thomas Todd (ur. 23 stycznia 1765 roku – zm. 7 lutego 1826 roku) to amerykański prawnik.
Po tym gdy Kongres Stanów Zjednoczonych zwiększył liczbę sędziów Sądu Najwyższego Stanów Zjednoczonych z pięciu do siedmiu, 3 marca 1807 roku prezydent Thomas Jefferson wysunął jego kandydaturę na jedno z powstałych miejsc. Jego kandydatura uzyskała akceptację Senatu 4 maja 1807 roku. Funkcję sędziego Sądu Najwyższego sprawował przez ponad 18 lat, do śmierci 7 lutego 1826 roku.